# Stazione di Warabi
La Stazione di Warabi (蕨駅?, Warabi-eki) è una stazione ferroviaria di Warabi, città della prefettura di Saitama, servita dalla linea Keihin-Tōhoku della JR East.

## Linee

### Treni
- East Japan Railway Company
  - ■ Linea Keihin-Tōhoku

## Struttura
La stazione è dotata di una banchina centrale a isola con due binari sopraelevati.
| 1 | ■ Linea Keihin-Tōhoku | per Ueno, Tokyo, Yokohama e Ōfuna |
| 2 | ■ Linea Keihin-Tōhoku | per Urawa e Ōmiya                 |

## Stazioni adiacenti
| «                   | Servizio            | »                   |
| Linea Keihin-Tōhoku | Linea Keihin-Tōhoku | Linea Keihin-Tōhoku |
| ------------------- | ------------------- | ------------------- |
| Nishi-Kawaguchi     | Locale              | Minami-Urawa        |
| Nishi-Kawaguchi     | Rapido              | Minami-Urawa        |